# Замартыновский сельсовет
Замарты́новский сельсове́т — сельское поселение в Добровском районе Липецкой области. 
Административный центр — село Замартынье.

## История
В соответствии с законом Липецкой области №114-оз «О наделении муниципальных образований в Липецкой области статусом городского округа, муниципального  района, городского и сельского поселения» от 2 июля 2004 года Замартыновский сельсовет наделён статусом сельского поселения.

## Население
| 2010  | 2012  | 2013  | 2014  | 2015  | 2016  | 2017  |
| ----- | ----- | ----- | ----- | ----- | ----- | ----- |
| 1139  | ↘1113 | ↗1136 | ↗1150 | ↘1146 | ↘1115 | ↗1126 |
| 2018  | 2021  |       |       |       |       |       |
| ↗1134 | ↗1153 |       |       |       |       |       |

## Состав сельского поселения
| № | Населённый пункт | Тип населённого пункта       | Население |
| - | ---------------- | ---------------------------- | --------- |
| 1 | Замартынье       | село, административный центр | ↘1102     |
| 2 | Новоселье        | деревня                      | 37        |